# Gol Częstochowa
ISD AJD GOL Częstochowa – częstochowski klub piłki nożnej kobiet, wicemistrz Polski w 2007 roku.

## Historia
Klub został założony w 1996 roku. W rozgrywkach Ekstraligi (wówczas pod nazwą I ligi) kobiet klub zadebiutował 28 sierpnia 2004 roku, przegrywając z Czarnymi Sosnowiec 2:9. Klub jest sponsorowany przez ISD Hutę Częstochowa. W sezonie 2005/2006 klub spadł do I ligi, ale od następnego sezonu grał ponownie w ekstralidze i zdobył wicemistrzostwo Polski kobiet. Od 2008 roku współpracuje z Akademią im. Jana Długosza w Częstochowie na podstawie umowy, która ma ułatwić naukę zawodniczkom. Od sezonu 2009/2010 klub występował w grupie południowej I ligi. W sezonie 2012/2013 drużyna awansowała do ekstraligi, lecz w kolejnym sezonie zajęła 9. miejsce i spadła do I ligi. Po sezonie 2019/2020 zespół spadł do II ligi, po czym wycofał się z gry na tym poziomie.

## Poszczególne sezony
| Sezon     | Rozgrywki                 | Mecze | Punkty | Zwycięstwa | Remisy | Porażki | Bilans bramkowy | Miejsce | Uwagi                                                        | Puchar Polski |
| --------- | ------------------------- | ----- | ------ | ---------- | ------ | ------- | --------------- | ------- | ------------------------------------------------------------ | ------------- |
| 2001/2002 |                           |       |        |            |        |         |                 |         |                                                              | I runda       |
| 2002/2003 | II liga (grupa śląska)    | 20    | 38     | 10         | 8      | 2       | 30-13           | 2       |                                                              | –             |
| 2003/2004 | II liga (grupa śląska)    | 12    | 31     | 10         | 1      | 1       | 66-9            | 1       | awans                                                        | I runda       |
| 2004/2005 | I liga (teraz Ekstraliga) | 18    | 19     | 6          | 1      | 11      | 27-56           | 7       | spadek                                                       | Półfinał      |
| 2005/2006 | I liga (gr. południowa)   | 20    | 51     | 16         | 4      | 0       | 72-18           | 1       | awans                                                        | Ćwierćfinał   |
| 2006/2007 | Ekstraliga                | 20    | 46     | 15         | 1      | 4       | 50-26           | 2       |                                                              | Półfinał      |
| 2007/2008 | Ekstraliga                | 20    | 22     | 7          | 1      | 12      | 40-48           | 4       |                                                              | Półfnał       |
| 2008/2009 | Ekstraliga                | 20    | 6      | 1          | 3      | 16      | 10-64           | 6       | spadek                                                       | Ćwierćfinał   |
| 2009/2010 | I liga (gr. południowa)   | 20    | 32     | 10         | 2      | 8       | 43-21           | 5       |                                                              | 1/8 finału    |
| 2010/2011 | I liga (gr. wschodnia)    | 18    | 40     | 13         | 1      | 4       | 59-11           | 2       |                                                              | –             |
| 2011/2012 | I liga (gr. południowa)   | 18    | 36     | 11         | 3      | 4       | 56-14           | 3       |                                                              | –             |
| 2012/2013 | I liga (gr. południowa)   | 16    | 43     | 14         | 1      | 1       | 55-7            | 1       | awans                                                        | Półfinał      |
| 2013/2014 | ekstraliga                | 18    | 6      | 1          | 3      | 14      | 9-82            | 9       | spadek                                                       | –             |
| 2014/2015 | I liga (gr. południowa)   | 18    | 18     | 6          | 1      | 11      | 17-22           | 6       |                                                              | –             |
| 2015/2016 | I liga (gr. południowa)   | 18    | 17     | 5          | 2      | 11      | 17-37           | 7       |                                                              | –             |
| 2016/2017 | I liga (gr. południowa)   | 18    | 16     | 4          | 4      | 10      | 15-37           | 9       |                                                              | –             |
| 2017/2018 | I liga (gr. południowa)   | 16    | 10     | 3          | 1      | 12      | 13-42           | 9       |                                                              | –             |
| 2018/2019 | I liga (gr. południowa)   | 22    | 21     | 4          | 9      | 9       | 21-27           | 9       |                                                              | –             |
| 2019/2020 | I liga (gr. południowa)   | 11    | 8      | 2          | 2      | 7       | 9-21            | 10      | spadek, klub wycofał się z gry w II lidze w kolejnym sezonie | 1/16 finału   |
| [ 2 ]     |                           |       |        |            |        |         |                 |         |                                                              |               |

## Sukcesy

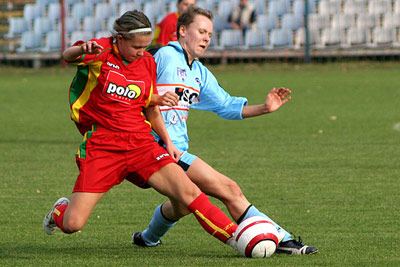
Piłkarka Gola (strój błękitny) w akcji

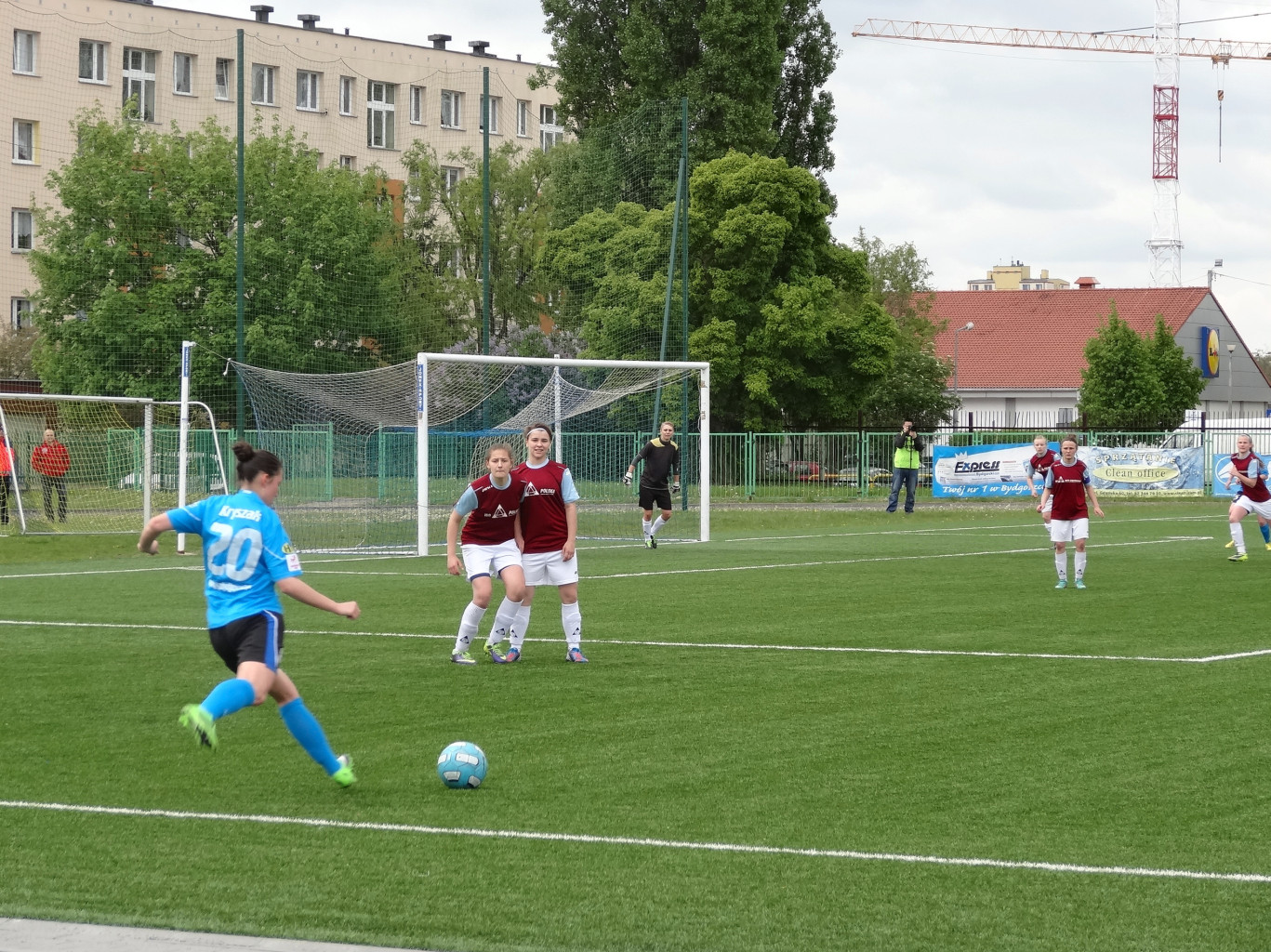
Mecz ekstraklasy piłki nożnej kobiet KKP Bydgoszcz - Gol Częstochowa na stadionie TKKF przy ul. Słowiańskiej w Bydgoszczy, 4 maja 2014

- Mistrzostwo grupy I ligi: 2003/2004, 2005/2006, 2012/2013
- Półfinał Pucharu Polski: 2004/2005, 2006/2007, 2007/2008, 2012/2013
- Halowe wicemistrzostwo Polski juniorek starszych: 2005 (Zielonka)
- III miejsce w Mistrzostwach Polski U-19: 2005 (Konin)
- Wicemistrzostwo Polski: 2006/2007

Drużyna Gola przystąpiła również w 2007 roku do rozgrywek o Puchar UEFA, gdyż zawodniczki AZS-u Wrocław wycofały swoją kandydaturę jako Mistrzynie Polski. Częstochowianki wzięły udział w turnieju I etapu, który odbył się w dniach 9–14 sierpnia 2007 w Austrii. W grupie grały z zespołami: SV Neulengbach (Austria), Hibernian LFC (Szkocja), Mayo FC (Irlandia) i odpadły, po zajęciu 3. miejsca.

## Stadion
Drużyna rozgrywała swoje mecze na stadionie Rakowa Częstochowa przy ul. Limanowskiego 83.
Treningi i sparingi odbywały się na Arenie Częstochowa.

## Zawodniczki
W barwach klubu występowały reprezentantki Polski Agnieszka Winczo, Marta Stobba, Marta Mika, Natalia Golasowska oraz Karolina Bochra.

## Futsal
W sezonie 2007/2008 piłkarki ISD Gol Częstochowa zostały mistrzyniami Polski w futsalu, halowej odmianie piłki nożnej pięcioosobowej. Wygrały pierwsze w historii rozgrywki ligowe w tej dyscyplinie z udziałem sześciu zespołów. Zespół występuje w Hali Polonia. W sezonie 2008/2009 zajęły trzecie miejsce w lidze złożonej z siedmiu zespołów. Powtórzyły ten wynik rok później, a w sezonie 2010/2011 zostały wicemistrzyniami Polski. W sezonie 2011/2012 ponownie wywalczyły mistrzowski tytuł i obroniły go w sezonie 2012/2013. W sezonie 2013/2014 zdobyły srebrne, a rok później – brązowe medale.

## Piłka nożna plażowa
W sezonie 2017 drużyna zadebiutowała w Mistrzostwach Polski kobiet w piłce nożnej plażowej. W klasyfikacji końcowej zespół uzyskał 8. miejsce.

## Kadra
Bramkarki: Karolina Klabis, Paulina Rokosa
Obrończynie:
Katarzyna Furmańczyk (Korona Kielce), Marlena Hajduk (KKS Zabrze), Anna Pioruńska (KKPK Medyk Konin), Joanna Skaszczyk (wychowanka), Agnieszka Sobczak (UKS Olimpijczyk Częstochowa), Renata Uchnast, Agnieszka Wolak (UKS Sokół Kolbuszowa)
Pomocniczki:
Katarzyna Bąk (UKS Olimpijczyk Częstochowa), Ewelina Bojakowska (UKS Olimpijczyk Częstochowa), Ewelina Hoffman, Aleksandra Jędrak (wychowanka), Kamila Kmiecik (wychowanka), Justyna Maziarz (UKS Sokół Kolbuszowa), Anita Skorek (Czarni Sucha Góra/GOL II), Sandra Sukiennik (Czarni Sucha Góra/GOL II),Weronika Zasowska (Korona Kielce)
Napastniczki:
Joanna Hetner (UKS Olimpijczyk Częstochowa), Monika Mikołajczyk (powrót po kontuzji), Patrycja Pasieka, Daria Tarabasz (Korona Bełchatów),Marta Matelowska (UKS Sokół Kolbuszowa),Izabella Chwastek (Vitroszlif Mstów), Emilia Palacz (UKS Olimpijczyk Częstochowa)